# Red Dragon
Red Dragon — концепція безпілотної дослідницької місії з використанням ракети-носія Falcon Heavy і модифікованої капсули SpaceX Dragon. План передбачав відбір зразків приповерхневого марсіанського ґрунту і їх доставку на Землю. Станом на 2017 рік місія скасована, всі зусилля компанія спрямувала на розробку ITS.

## Історія
Концепція була запропонована в 2013 році в рамках програми NASA Discovery. Запуск передбачалося виконати в 2018 році, проте станом на серпень 2014 NASA Discovery не повідомляє про плани з фінансування Red Dragon.
У березні 2014 з'явилася інформація про те, що NASA може використати концепцію Red Dragon як дешевший спосіб виконання місії Mars Sample Return з доставкою зразків марсіанського ґрунту на Землю. За попередніми підрахунками, Red Dragon зможе здійснити м'яку посадку на поверхню Марса приблизно з 2 тоннами корисного навантаження. Це більш ніж в 2 рази перевищує поточний рекорд, встановлений «Небесним краном» NASA, який опустив ровер Curiosity масою 899 кг на поверхню червоної планети в серпні 2012 року. Великі обсяг і маса корисного навантаження дозволять виконати передачу зібраних зразків на земній орбіті (початковий сценарій Mars Sample Return мав на увазі передачу зразків на марсіанській орбіті), що знизить потенційні ризики і вартість місії.
27 квітня 2016 року, компанія SpaceX анонсувала плани щодо здійснення непілотованого запуску космічного корабля Red Dragon з посадкою на поверхню Марса у 2018 році. За основу корабля буде взяти пілотований корабель Dragon 2, який розробляється для доставки астронавтів на МКС. Запуск корабля планують здійснити за допомогою ракети-носія Falcon Heavy. NASA уклало зі SpaceX угоду, проте без фінансування проекту. Замість технічного забезпечення місії, яку буде здійснювати агентство, SpaceX поділиться даними, отриманими під час входження корабля в атмосферу, зниження при посадці. Ці дані будуть використані NASA під час створення власного проекту пілотованих польотів до Марса. Компанія SpaceX оголосила, що місія «Red Dragon» буде пробним проектом, який дасть інформацію для майбутніх планів компанії з відправлення людей на Марс, загальну архітектуру марсіанського проекту планують оголосити на Міжнародній конференції з Астронавтики, яка відбудеться у вересні, в Гвадалахарі, Мексика..
У 2017 році місія була скасована. Компанія SpaceX вирішила розрябляти ITS натомість.

## Плани
Дослідницький центр Еймса разом з приватною аерокосмічною корпорацією Space Exploration Technologies (SpaceX) розробляє план місії для пошуку свідоцтв життя на Марсі (біосигнатур) в минулому або сьогоденні. Капсула Dragon діаметром 3.6 метра дозволяє розмістити 1 тонну обладнання в обсязі 7 кубометрів. Модифікація Red Dragon повинна за допомогою бура взяти зразки водяного льоду, який знаходиться в приповерхневому шарі ґрунту на глибині приблизно 1 метр. Прогнозована вартість місії — менше $ 400 млн, ще в $ 150—190 млн оцінюється запуск. SpaceX планує виконати перший запуск ракети-носія Falcon Heavy на початку 2015 і оцінює його вартість в $ 128 млн.

## Цілі[1]
- Пошук свідоцтв життя (біосигнатур) в минулому або сьогоденні;
- Оцінка життєпридатності планети в приповерхневому шарі;
- З'ясування походження, розподілу і складу льоду в приповерхневому шарі;
- З'ясування кліматичного минулого за допомогою аналізу отриманих зразків льоду;
- Демонстрація процедур входу в атмосферу, зниження й м'якої посадки, придатних для пілотованих місій;
- Оцінка потенційних небезпек в пилу, реголіті й льоду;
- Виявлення природних ресурсів;
- Демонстрація доступу до приповерхневих ресурсів;
- Демонстрація переробки ресурсів in situ.

## Посадка
Можливість реалізації концепції Red Dragon вивчає Дослідницький центр Еймса. Розроблену для доставки вантажів і астронавтів до МКС і назад, капсулу Dragon можна незначною мірою модифікувати для доставки корисного навантаження на Марс та відпрацювання процедур, необхідних для реалізації довгострокових планів пілотованого польоту на Марс.
Капсула Dragon може виконати всі процедури входу в атмосферу, зниження й посадки, необхідні для доставки корисного навантаження масою більше 1 тонни на поверхню Марса, без використання парашутів; використання парашутів неможливе без серйозних змін конструкції. Згідно з розрахунками, власного аеродинамічного опору капсули достатньо для керованої посадки на двигунах SuperDraco. Цей підхід робить можливою посадку капсули з точністю до 10 км в набагато вищих точках на поверхні Марса, ніж це було можливо з використанням парашутів. Інженерна група продовжує роботу над інтеграцією корисного навантаження з капсулою Dragon. Посадка буде здійснена на одному з полюсів або в середніх широтах, де підтверджено наявність приповерхневого льоду.

## Доставка зразків ґрунту
Капсула Red Dragon матиме засоби доставки зібраних зразків, включаючи Mars Ascent Vehicle (MAV), Earth Return Vehicle (ERV) та обладнання для передачі зразків, отриманих від ровера, який приземлиться раніше (цю операцію NASA запланувало на 2020 рік), на ERV.